# Stefan Banach

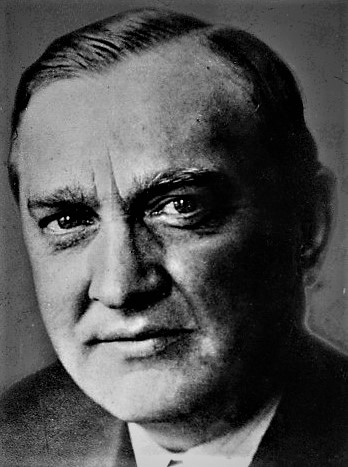
Stefan Banach

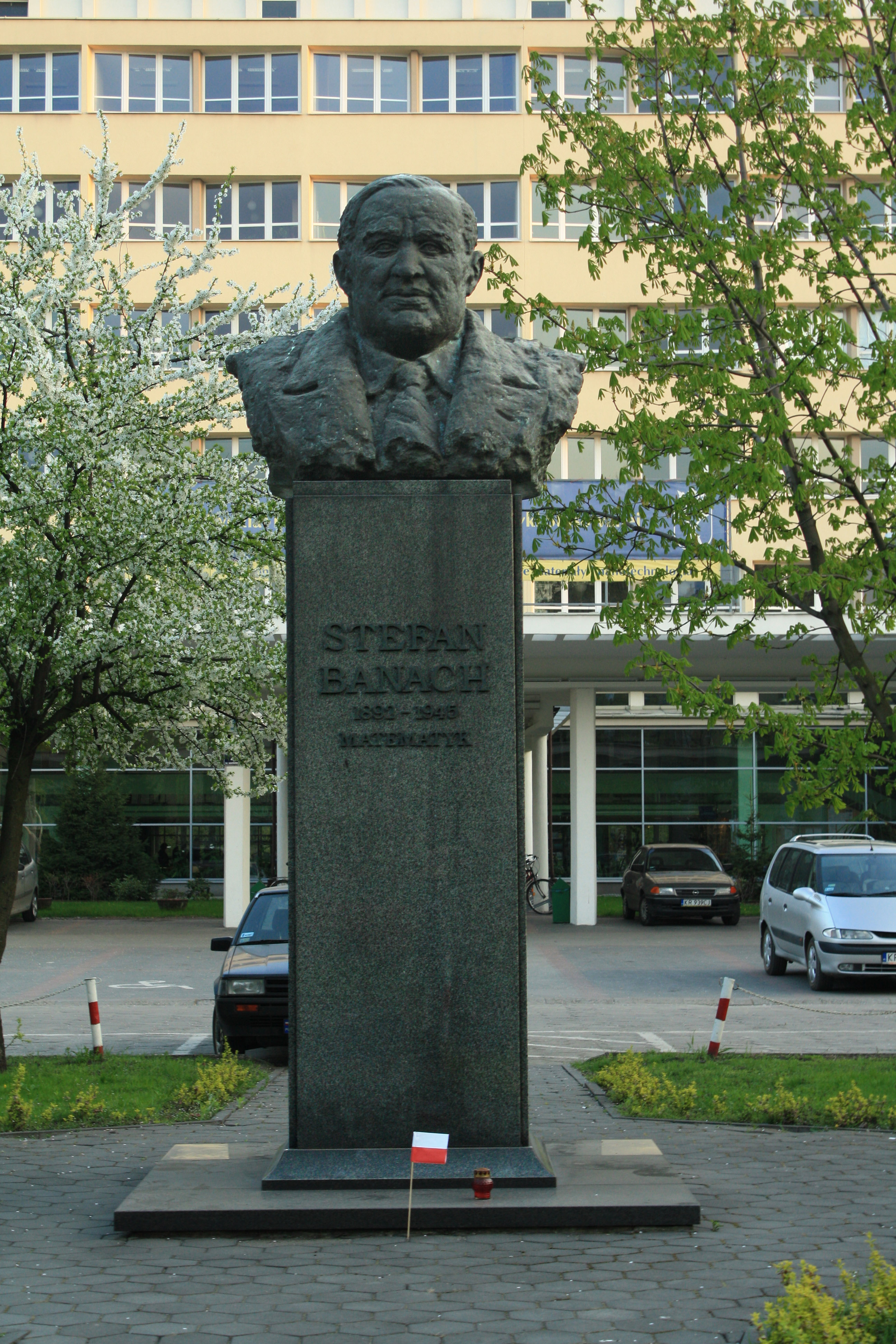
Buste van Stefan Banach in Krakau

Stefan Banach (Krakau, 30 maart 1892 – Lemberg, 31 augustus 1945) was een Poolse wiskundige, een van de drijvende krachten van de Lwów-stroming binnen de wiskunde in het Polen van voor de Tweede Wereldoorlog.

## Leven
Hij was een grotendeels autodidactisch wiskundige; zijn begaafdheid werd ontdekt door Hugo Steinhaus. Toen de Tweede Wereldoorlog uitbrak was Banach president van de 'Poolse wiskundige gemeenschap' en professor aan de universiteit van Lwów. Hij was tevens lid van de Academie van Wetenschappen van de Oekraïense SSR. Doordat hij op goede voet stond met Russische wiskundigen, mocht hij zijn hoogleraarszetel behouden gedurende de Russische bezetting van Lwów. De Duitse bezetting van de stad in 1941 resulteerde in een massamoord onder de Poolse academici. Banach overleefde, maar kon slechts het hoofd boven water houden door het voeden van luizen in het prof. Rudolf Weigl instituut, waar onderzoek werd gedaan naar tyfusachtige koorts. Gedurende de bezetting ging zijn gezondheid achteruit (longkanker). Banach stierf voordat hij vanuit Lwów, dat na de oorlog door de Sovjet-Unie was ingelijfd, naar Polen had kunnen emigreren.

## Werk
Théorie des opérations linéaires (Teoria operacji liniowych, 1932) wordt beschouwd als Banach's meest invloedrijke wetenschappelijke bijdrage. In 1929 startte hij samen met Hugo Steinhaus het wiskundig tijdschrift, Studia Mathematica, waar hij ook de redactie over voerde.
Het belang van de bijdrage van Banach ligt in het feit dat hij een systematische theorie van functionele analyse ontwikkelde, waar voorheen alleen geïsoleerde resultaten waren die later in de nieuwe theorie werden verwerkt.
Stanislaw Marcin Ulam, een andere wiskundige uit Lvov, merkt in zijn autobiografie het volgende op over Banach: "Goede wiskundigen zien analogieën. Grote wiskundigen zien analogieën tussen de analogieën".
Banach wordt samen met David Hilbert, Erhard Schmidt, Frigyes Riesz en Maurice René Fréchet beschouwd als een van de grondleggers van de functionaalanalyse. Hij leverde ook belangrijke bijdragen aan de theorie van vectorruimten (de Banachruimte is naar hem genoemd), maattheorie, verzamelingenleer en andere onderdelen van de wiskunde.

## Naar Banach genoemd
- Banach-ruimte
- Banach-algebra
- Stelling van Banach-Steinhaus
- Banach-Tarski-paradox
- Stelling van Hahn-Banach
- Contractiestelling van Banach

## Publicaties
- (fr)  Sur les opérations dans les ensembles abstraits et leur application aux équations intégrales (Over operations in abstracte verzamelingen en hun toepassingen op integraalvergelijkingen) zie hier, Fundamenta Mathematicae, ISSN 0016-2736, vol 3, 1922
- (fr)  Théorie des opérations linéaires, Warschau, Subwencji Funduszu Kultury Narodowej, Monografie Matematyczne, 1932